# Bahnhof Limehouse

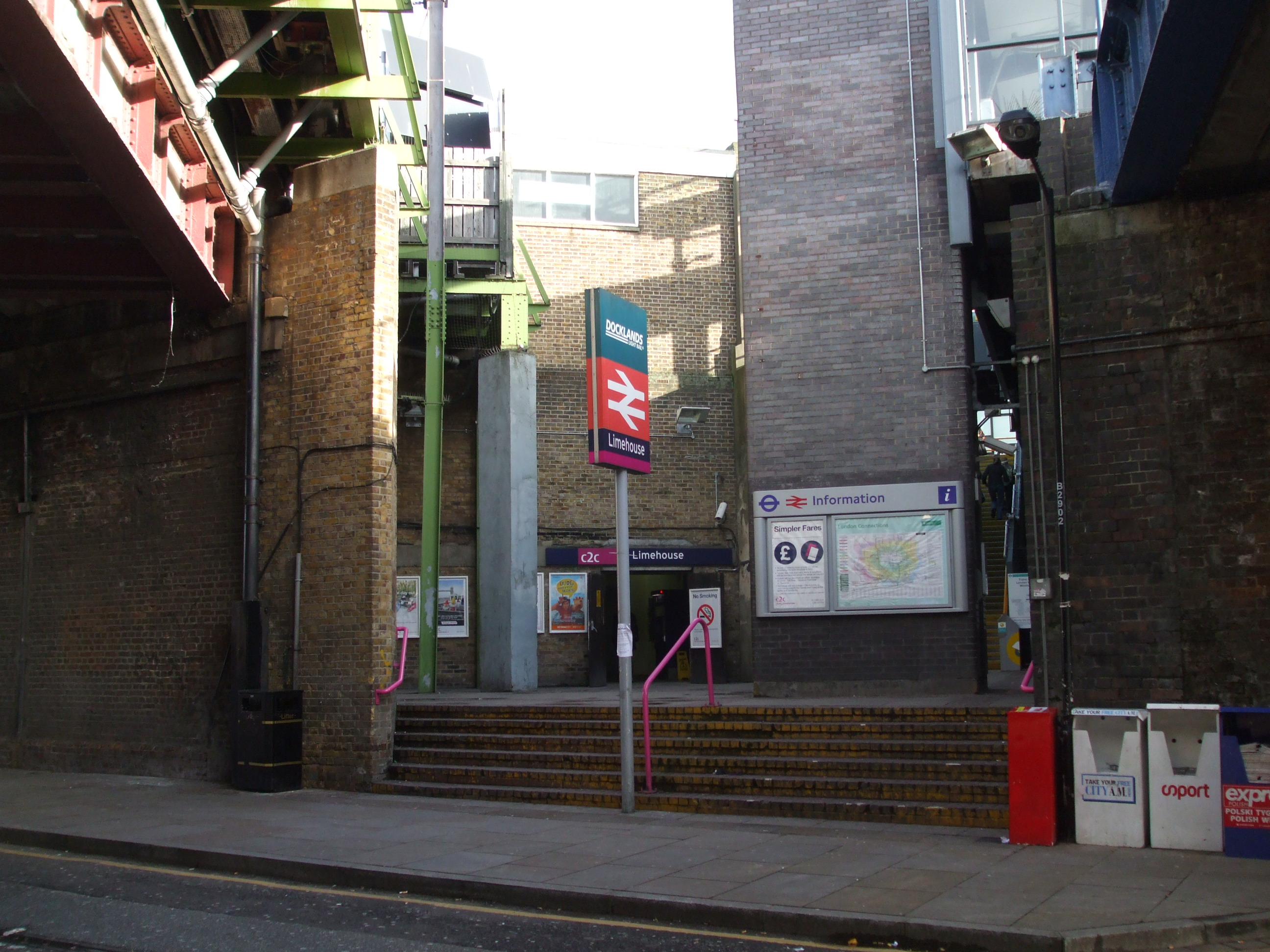
Eingang zum Bahnhof

Limehouse ist ein Bahnhof im Londoner Stadtbezirk London Borough of Tower Hamlets. Er befindet sich in der Travelcard-Zone 2 an der Commercial Road im Stadtteil Limehouse und wird sowohl von der Docklands Light Railway als auch von den Zügen der Gesellschaft c2c von und zur Fenchurch Street bedient. In der Nähe befinden sich das zu einem Yachthafen und Wohngebiet umfunktionierte Limehouse Basin, der Regent’s Canal und das nördliche Ende des Rotherhithe-Tunnels. Im Jahr 2013 nutzten 3,248 Millionen Fahrgäste den Bahnhof (für den DLR-Teil liegen keine Zahlen vor).
Der Bahnhof wurde am 3. August 1840 durch die London and Blackwall Railway (L&BR) eröffnet und hieß zu Beginn Stepney. 1850 kam die Verbindungsstrecke zur Eastern Counties Railway bei Bow, ab 1854 bediente auch die London, Tilbury and Southend Railway den Bahnhof. Später hieß er Stepney Junction und Stepney East, während es weiter östlich noch einen Bahnhof mit dem Namen Limehouse gab. Der Personenverkehr auf der L&BR-Strecke wurde am 3. Mai 1926 östlich des heutigen Bahnhofs Limehouse eingestellt, der dazugehörende Bahnsteig zehn Jahre später abgebrochen. Allerdings gab es noch bis in die 1960er Jahre Güterverkehr. Mitte der 1980er Jahre wurde auf dem noch gut erhaltenen L&BR-Viadukt die Docklands Light Railway errichtet, die am 31. August 1987 den Betrieb aufnahm.